# فؤاد حسن حجازی
فؤاد حسن حجازی (۱۹۰۴ – ۱۷ ژوئیه ۱۹۳۰) فعال سیاسی و معترض فلسطینی بود. او اولین نفر و جوان‌ترین سه نفری بود که توسط مقامات قیمومیت بریتانیا در زندان عکا پس از شورش براق اعدام شدند، دو تن دیگر، عطا الزیر و محمد جمجوم بودند. این سه تن نماد ایستادگی و فداکاری در راه دفاع از ملت و وطن در تاریخ فلسطین شمرده می‌شوند و به عنوان «سه شهید» گرامی داشته می‌شوند.حجازی در انقلابی که با وقایع براق در سراسر فلسطین شعله‌ور شد، نقشی فعال داشت؛ انقلابی که منجر به کشته و زخمی شدن صدها نفر شد. در نتیجهٔ این وقایع، مقامات قیمومیت ۲۶ شهروند عرب را به اعدام محکوم کردند. این احکام اعدام، اعتراضات گستردهٔ عرب‌ها را در داخل و خارج از فلسطین برانگیخت، اما مقامات قیمومیت بر اجرای احکام علیه حجازی و همراهانش اصرار داشتند و در عین حال، احکام افراد باقی‌مانده را به حبس ابد کاهش دادند. مشهور است که ابراهیم طوقان، شاعر فلسطینی، پایداری فؤاد حجازی و همراهانش را در شعری با عنوان «سه‌شنبهٔ سرخ» ثبت کرده است.

## زندگی و پیشه
فؤاد حسن حجازی در سال ۱۹۰۴ در صفد، سنجق صفد، ولایت بیروت، امپراتوری عثمانی، متولد شد و تحصیلات ابتدایی خود را در آنجا گذراند، سپس تحصیلات متوسطه را در کالج اسکاتلندی گذراند. او تحصیلات دانشگاهی خود را در دانشگاه آمریکایی بیروت به پایان رساند.
او از جوانی به شجاعت، جسارت، عشق به کشورش و انگیزه‌اش برای دفع آنچه تهدید صهیونیستی می‌دانست، معروف بود. او در شهر خود به‌طور فعال در انقلابی که پس از وقایع براق در سال ۱۹۲۹ در سراسر فلسطین گسترش یافت و صدها نفر در آن کشته و زخمی شدند، شرکت کرد. دولت قیمومیت برای ۲۶ نفر از شرکت‌کنندگان عرب (۱۱ نفر از الخلیل، ۱۴ نفر از صفد و یک نفر از یافا) حکم اعدام صادر کرد. سپس حکم حبس ابد برای ۲۳ نفر را لغو و حکم اعدام فؤاد حسن حجازی، عطاء الزیر و محمد جمجوم را تأیید کرد. علی‌رغم محکومیت‌ها و اعتراضات، تاریخ اجرای احکام ۱۷ ژوئیه ۱۹۳۰ تعیین شد. این سه تن که بعدها به «شهیدان سه‌گانه/سه شهید» معروف شدند، آخرین شب خود را با شعار «ای تاریکی زندان، سایه بیفکن!» گذراندند.
یک ساعت قبل از اعدام، به آنها اجازه داده شد تا در حالی که با لباس‌های قرمز اعدام خود ایستاده بودند و منتظر آخرین ساعت اعدام خود بودند، با دیدارکنندگانش خود ملاقات کنند. آن‌ها استوار و با آرامش بودند. فؤاد حجازی به دیدارکنندگانش می‌گفت: «اگر اعدام ما سه نفر چیزی از کابوس انگلیسی‌ها علیه ملت شریف عرب را متزلزل می‌کند، پس بگذارید ده‌ها هزار نفر مثل ما اعدام شوند تا این کابوس به کلی از سر ما برداشته شود.»او وصیت‌نامه‌اش را نوشت و برای روزنامهٔ «الیرموک» فرستاد که در ۱۸ ژوئیه ۱۹۳۰ آن را منتشر کرد. در پایان آن گفت:
روز اعدام من باید روز شادی و سرور باشد، و به همین ترتیب شادی و سرور باید هر ساله در هفدهم ژوئن جشن گرفته شود. این روز باید یک روز تاریخی باشد که در آن سخنرانی‌ها ایراد شود و سرودهایی به یاد خون‌های ریخته شده ما در راه فلسطین و آرمان عرب خوانده شود.— فؤاد حسن حجازی، دانشنامۀ فلسطین
فؤاد حسن حجازی ساعت ۸ صبح ۱۷ ژوئیه ۱۹۳۰ در زندان قلعه در عکا اعدام شد. ابراهیم طوقان، شاعر فلسطینی، شعر «سه‌شنبهٔ سرخ» را دربارهٔ این «سه شهید» سرود. دربارهٔ عنوان این شعر آمده است که این سه تن در روز سه شنبه در سه ساعت متوالی به دار آویخته شدند: ساعت ۸، فؤاد حجازی، ساعت ۹، عطا الزیر، و ساعت ۱۰، محمد جمجوم.